# Martha Araújo
Martha Valeria Araújo Sinisterra (Tumaco, 12 maggio 1996) è una multiplista colombiana, primatista del record sudamericano di specialità nel 2024 alle Olimpiadi di Parigi.

## Biografia
Nel 2013 è stata campionessa nazionale under 18 del salto in lungo e del salto triplo e si è classificata 13ª nel salto in lungo ai campionati sudamericani juniores (under 20).
Nel 2017 fa il suo esordio in nazionale, rappresentando la Colombia ai Giochi bolivariani di Santa Marta e conquistando la medaglia d'argento nell'eptathlon. L'anno successivo è medaglia d'argento, sempre nell'eptathlon, ai Giochi sudamericani di Cochabamba e si classifica quarta ai Giochi centramericani e caraibici di Barranquilla.
Ai campionati sudamericani di Lima 2019 conquista la medaglia di bronzo nell'eptathlon, stesso risultato che otterrà poco dopo ai Giochi panamericani, sempre in scena a Lima, in Perù.
Nel 2021 si piazza sul secondo gradino del podio ai campionati sudamericani di Guayaquil, mentre nel 2022 conquista tre medalie d'oro nell'eptathlon: ai campionati ibero-americani di La Nucia, ai Giochi bolivariani di Valledupar e ai Giochi sudamericani di Asunción.
Ai Giochi centramericani e caraibici di San Salvador 2023 conquista la medaglia d'argento nell'eptathlon, mentre ai campionati sudamericani di San Paolo riesce a ottenere la medaglia d'oro. Sempre nel 2023 prende parte ai campionati mondiali di Budapest, ma non completa la gara in quanto non partecipa alla gara degli 800 metri piani, l'ultima delle sette previste dall'eptathlon.
Nel 2024 conquista la medaglia d'oro nell'eptathlon ai campionati ibero-americani di Cuiaba e il record sudamericano alle Olimpiadi di Parigi con 6386 p. (7ª ex aequo).
In carriera ha conquistato quattro titoli di campionessa colombiana assoluta nell'eptathlon.

## Progressione

### 200 metri piani
| Stagione | Tempo | Luogo        | Data       |
| -------- | ----- | ------------ | ---------- |
| 2024     | 24"14 | Bogotá       | 20-4-2024  |
| 2023     | 25"32 | San Salvador | 5-7-2023   |
| 2022     | 25"22 | Valledupar   | 3-7-2022   |
| 2021     | 24"97 | Guayaquil    | 29-5-2021  |
| 2019     | 24"69 | Cali         | 22-6-2019  |
| 2018     | 24"94 | Cuenca       | 29-9-2018  |
| 2017     | 25"64 | Santa Marta  | 23-11-2017 |

### 800 metri piani
| Stagione | Tempo   | Luogo        | Data       |
| -------- | ------- | ------------ | ---------- |
| 2024     | 2'17"55 | Parigi       | 9-8-2024   |
| 2023     | 2'21"68 | San Salvador | 6-7-2023   |
| 2022     | 2'22"72 | Valledupar   | 4-7-2022   |
| 2021     | 2'22"34 | San Paolo    | 27-6-2021  |
| 2019     | 2'18"33 | Lima         | 8-8-2019   |
| 2018     | 2'20"31 | Barranquilla | 1-8-2018   |
| 2017     | 2'22"26 | Santa Marta  | 24-11-2017 |
| 2016     | 2'30"81 | Medellín     | 24-4-2016  |

### 100 metri ostacoli
| Stagione | Tempo | Luogo        | Data       |
| -------- | ----- | ------------ | ---------- |
| 2024     | 12"91 | Cuiaba       | 11-5-2024  |
| 2023     | 13"64 | San Salvador | 5-7-2023   |
| 2022     | 13"34 | Asunción     | 14-10-2022 |
| 2021     | 13"45 | San Paolo    | 26-6-2021  |
| 2019     | 13"72 | Lima         | 7-8-2019   |
| 2018     | 13"89 | Barranquilla | 31-7-2018  |
| 2017     | 14"04 | Santa Marta  | 23-11-2017 |
| 2016     | 14"92 | Bogotá       | 23-7-2016  |

### Salto in alto
| Stagione | Misura | Luogo        | Data       |
| -------- | ------ | ------------ | ---------- |
| 2024     | 1,73 m | Cali         | 28-6-2024  |
| 2023     | 1,65 m | Budapest     | 19-8-2023  |
| 2023     | 1,65 m | San Paolo    | 29-7-2023  |
| 2022     | 1,68 m | Asunción     | 14-10-2022 |
| 2021     | 1,66 m | San Paolo    | 26-6-2021  |
| 2019     | 1,71 m | Lima         | 7-8-2019   |
| 2018     | 1,69 m | Cuenca       | 29-9-2018  |
| 2018     | 1,69 m | Barranquilla | 7-7-2018   |
| 2017     | 1,61 m | Santa Marta  | 23-11-2017 |
| 2016     | 1,57 m | Medellín     | 23-4-2016  |

### Salto in lungo
| Stagione | Misura | Luogo               | Data       |
| -------- | ------ | ------------------- | ---------- |
| 2024     | 6,61 m | Parigi              | 9-8-2024   |
| 2023     | 6,15 m | San Salvador        | 6-7-2023   |
| 2022     | 6,27 m | Valledupar          | 4-7-2022   |
| 2021     | 6,06 m | Guayaquil           | 30-5-2021  |
| 2019     | 6,03 m | Cartagena de Indias | 26-11-2019 |
| 2018     | 6,15 m | Cuenca              | 30-9-2018  |
| 2017     | 5,84 m | Bogotá              | 15-10-2017 |
| 2016     | 5,53 m | Cali                | 26-6-2016  |
| 2013     | 5,76 m | Medellín            | 27-7-2013  |

### Getto del peso
| Stagione | Misura  | Luogo               | Data       |
| -------- | ------- | ------------------- | ---------- |
| 2024     | 14,15 m | Parigi              | 8-8-2024   |
| 2023     | 13,69 m | San Paolo           | 29-7-2023  |
| 2022     | 13,71 m | Asunción            | 14-10-2022 |
| 2021     | 13,45 m | San Paolo           | 26-6-2021  |
| 2019     | 12,35 m | Cartagena de Indias | 25-11-2019 |
| 2018     | 12,79 m | Barranquilla        | 7-7-2018   |
| 2017     | 12,14 m | Bogotá              | 14-10-2017 |
| 2016     | 10,00 m | Cali                | 25-6-2016  |

### Lancio del giavellotto
| Stagione | Misura  | Luogo        | Data       |
| -------- | ------- | ------------ | ---------- |
| 2024     | 49,21 m | Cali         | 29-6-2024  |
| 2023     | 51,27 m | San Salvador | 6-7-2023   |
| 2022     | 54,22 m | Asunción     | 15-10-2022 |
| 2021     | 48,29 m | Ibagué       | 25-4-2021  |
| 2019     | 48,57 m | Lima         | 26-5-2019  |
| 2018     | 51,82 m | Cochabamba   | 8-6-2018   |
| 2017     | 47,21 m | Santa Marta  | 24-11-2017 |
| 2016     | 40,18 m | Bogotá       | 24-7-2016  |

### Eptathlon
| Stagione | Punteggio | Luogo        | Data       | Rank. Mond. |
| -------- | --------- | ------------ | ---------- | ----------- |
| 2024     | 6383 p.   | Parigi       | 9-8-2024   | 20ª         |
| 2023     | 5960 p.   | San Salvador | 6-7-2023   | 56ª         |
| 2022     | 6112 p.   | Asunción     | 15-10-2022 | 27ª         |
| 2021     | 5907 p.   | San Paolo    | 27-6-2021  | 62ª         |
| 2019     | 5925 p.   | Lima         | 8-8-2019   | 59ª         |
| 2018     | 5744 p.   | Barranquilla | 1-8-2018   | 91ª         |
| 2017     | 5703 p.   | Santa Marta  | 24-11-2017 | 96ª         |
| 2016     | 4820 p.   | Cali         | 26-6-2016  | 487ª        |

## Palmarès
| Anno | Manifestazione                   | Sede          | Evento         | Risultato | Prestazione | Note                                                            |
| ---- | -------------------------------- | ------------- | -------------- | --------- | ----------- | --------------------------------------------------------------- |
| 2013 | Campionati panamericani juniores | Medellín      | Salto in lungo | 13ª       | 5,46 m      |                                                                 |
| 2017 | Giochi bolivariani               | Santa Marta   | Eptathlon      | Argento   | 5703 p.     |                                                                 |
| 2018 | Giochi sudamericani              | Cochabamba    | Eptathlon      | Argento   | 5719 p.     |                                                                 |
| 2018 | Giochi CAC                       | Barranquilla  | Eptathlon      | 4ª        | 5744 p.     |                                                                 |
| 2018 | Campionati sudamericani under 23 | Cuenca        | Eptathlon      | Oro       | 5818 p.     |                                                                 |
| 2019 | Campionati sudamericani          | Lima          | Eptathlon      | Bronzo    |             |                                                                 |
| 2019 | Giochi panamericani              | Lima          | Eptathlon      | Bronzo    | 5925 p.     |                                                                 |
| 2021 | Campionati sudamericani          | Guayaquil     | Eptathlon      | Argento   | 5866 p.     |                                                                 |
| 2022 | Campionati ibero-americani       | La Nucia      | Eptathlon      | Oro       | 5951 p.     |                                                                 |
| 2022 | Giochi bolivariani               | Valledupar    | Eptathlon      | Oro       | 5975 p.     |                                                                 |
| 2022 | Giochi sudamericani              | Asunción      | Eptathlon      | Oro       | 6112 p.     |                                                                 |
| 2023 | Giochi CAC                       | San Salvador  | Eptathlon      | Argento   | 5960 p.     |                                                                 |
| 2023 | Campionati sudamericani          | San Paolo     | Eptathlon      | Oro       | 5785 p.     |                                                                 |
| 2023 | Mondiali                         | Budapest      | Eptathlon      | dnf       | dnf         |                                                                 |
| 2024 | Campionati ibero-americani       | Cuiaba        | Eptathlon      | Oro       | 6274 p.     |                                                                 |
| 2024 | Giochi olimpici                  | Parigi        | Eptathlon      | 7ª        | 6386 p.     |                                                                 |
| 2025 | Campionati sudamericani          | Mar del Plata | Eptathlon      | Oro       | 6396 p.     | Record dei campionati · Miglior prestazione mondiale stagionale |

## Campionati nazionali
- 4 volte campionessa colombiana assoluta dell'eptathlon (2021, 2022, 2023, 2024)
- 1 volta campionessa colombiana under 23 dell'eptathlon (2016)
- 1 volta campionessa colombiana under 23 dei 100 metri ostacoli (2018)
- 1 volta campionessa colombiana under 23 del salto in lungo (2018)
- 1 volta campionessa colombiana under 18 del salto in lungo (2013)
- 1 volta campionessa colombiana under 18 del salto triplo (2013)

2013
- Oro ai campionati colombiani under 18, salto in lungo - 5,46 m
- Oro ai campionati colombiani under 18, salto triplo - 11,41 m
- Argento ai campionati colombiani juniores, salto in lungo - 5,76 m

2016
- Bronzo ai campionati colombiani assoluti, eptathlon - 4305 p.
- Oro ai campionati colombiani under 23, eptathlon - 4816 p.

2017
- Oro ai campionati colombiani assoluti di prove multiple, eptathlon - 5296 p.

2018
- Argento ai campionati colombiani assoluti, lancio del giavellotto - 47,23 m
- Argento ai campionati colombiani assoluti, eptathlon - 5671 p.
- Oro ai campionati colombiani under 23, 100 m ostacoli - 14"39
- Oro ai campionati colombiani under 23, salto in lungo - 6,00 m
- Argento ai campionati colombiani under 23, lancio del giavellotto - 46,97 m
- Argento ai campionati colombiani under 23, staffetta 4×100 m - 46"88

2021
- Argento ai campionati colombiani invernali di lanci, getto del peso - 13,07 m
- 4ª ai campionati colombiani invernali di lanci, lancio del giavellotto - 44,92 m
- Oro ai campionati colombiani assoluti, eptathlon - 5668 p.

2022
- Argento ai campionati colombiani assoluti, 100 m ostacoli - 13"61
- Oro ai campionati colombiani assoluti, eptathlon - 4730 p.

2023
- 4ª ai campionati colombiani assoluti, 100 m ostacoli - 13"74
- Oro ai campionati colombiani assoluti, eptathlon - 4921 p.

2024
- Oro ai campionati colombiani assoluti, eptathlon - 6329 p.